# Liste der Gedenktafeln im Bezirk Spandau
Diese Seite gibt einen Überblick über Gedenktafeln in dem Berliner Bezirk Spandau.
- Liste der Gedenktafeln in Berlin-Falkenhagener Feld
- Liste der Gedenktafeln in Berlin-Gatow
- Liste der Gedenktafeln in Berlin-Haselhorst
- Liste der Gedenktafeln in Berlin-Hakenfelde
- Liste der Gedenktafeln in Berlin-Kladow
- Liste der Gedenktafeln in Berlin-Siemensstadt
- Liste der Gedenktafeln in Berlin-Spandau
- Liste der Gedenktafeln in Berlin-Staaken
- Liste der Gedenktafeln in Berlin-Wilhelmstadt